# Кызылай (площадь)

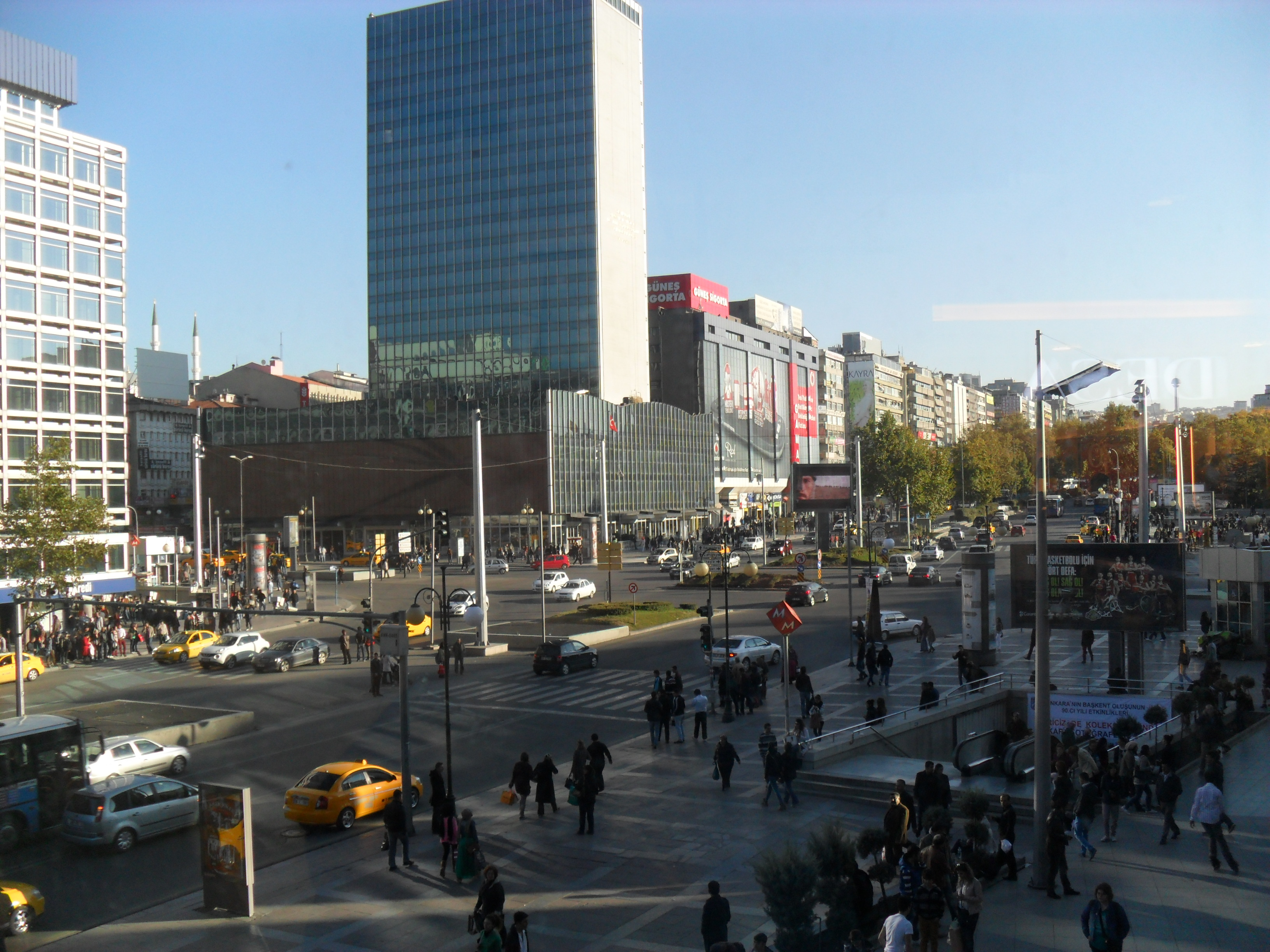
Вид на площадь Кызылай и бизнес-центр Кахраманлар в 2013 году

Площадь Национальной воли 15 июля Кызылай (тур. 15 Temmuz Kızılay Milli İrade Meydanı), изначально известная как площадь Кызылай (тур. Kızılay Meydanı), — одно из важнейших центральных мест и перекрёстков Анкары, столицы Турции. После государственного переворота 27 мая 1960 года она была официально переименована в площадь Свободы (тур. Hürriyet Meydanı), но прежнее название Кызылай было более популярным. После неудачной попытки государственного переворота 15 июля 2016 года муниципальные власти Анкары 26 июля 2016 года первоначально приняли решение переименовать её в площадь демократии 15 июля Кызылай (тур. 15 Temmuz Kızılay Demokrasi Meydanı), а спустя две недели — в площадь Национальной воли 15 июля Кызылай. Тем не менее среди местных жителей она по-прежнему более известна как просто площадь Кызылай.

## Расположение
Площадь Кызылай служит местом пересечения двух главных бульваров Анкары: бульвара Ататюрка (тур. Atatürk Bulvarı), проходящего по направлению с юга на север и в народе называемого «Протокольной дорогой», а также бульвара, восточная часть которого известна как бульвар Зии Гёкальпа (ранее бульвар Кязыма Озальпа), а западная — как бульвар гази Мустафы Кемаля. Бизнес-центр Кахраманлар (ранее известный как Кызылай Эмек) находится к юго-востоку от площади, Гювенпарк — к юго-западу, а торговый центр Kızılay AVM, заменивший бывшую штаб-квартиру Турецкого Красного Полумесяца (тур. Türkiye Kızılay Derneği), — к северо-западу.

## История

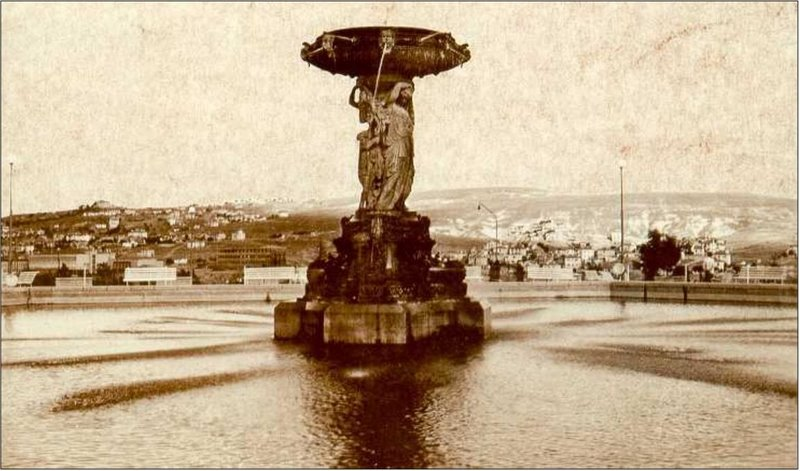
Площадь Кызылай в первые годы Турецкой Республики (ок. 1930) с впоследствии перенесённым монументальным фонтаном «Водяные феи» (Su Perileri)

Площадь Кызылай (что с турецкого языка переводится как «Красный Полумесяц») получила своё название по штаб-квартире Турецкого Красного Полумесяца, построенной на северо-западной стороне площади в 1929 году (здание Красного Полумесяца было снесено в 1993 году, а на его месте построен современный торговый центр Kızılay AVM, открывшийся в 2011 году после длительного судебного процесса по вопросу прав собственности). В те годы центр Анкары располагался к северу от площади, но план город был перепроектирован группой градостроителей, включая Германа Янсена. После появления новых кварталов центр Анкары сместился в сторону местности вокруг площади Кызылай.

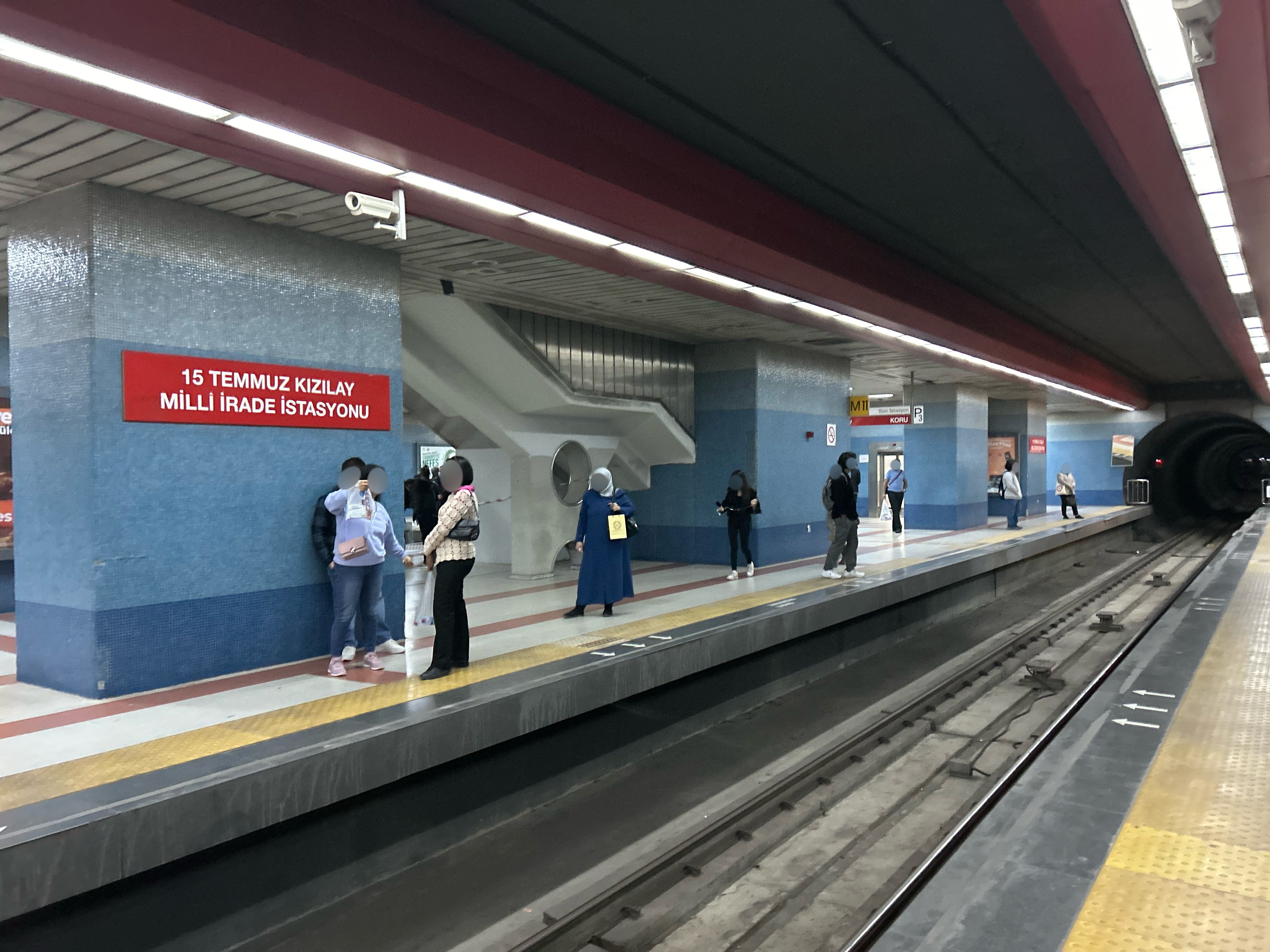
Станция метро «15 Temmuz Kızılay Millî İrade»

## Транспорт

### Наземный
Площадь Кызылай служит конечной остановкой на маршрутах большинства общественных автобусов, курсирующих через неё как в направлении с юга на север, так и с востока на запад.  

### Метро
Под площадью находится станция линий 1 и 2 Анкарского метрополитена. Станция ЛРТ Анкарая расположена ниже терминала метро и служит центральной, соединяя северо-восточную часть Анкары с западной. Станция на линии Анкарай была открыта 30 августа 1996 года, на линии M1 — 29 декабря 1997 года.
Кызылай оставался единственной пересадочной станцией метро Анкары до 12 февраля 2014 года, когда линия М3 была введена в эксплуатацию из Батыкента. 13 марта 2014 года была введена в эксплуатацию линия M2 до Кору, что сделало Кызылай одной из двух станций метро в Турции, обслуживающих более двух линий, наряду с ТПУ Йеникапы в Стамбуле. После неудавшегося государственного переворота 2016 года станция вместе с площадью была переименована в 15 Temmuz Kızılay Millî İrade.
Помимо транспортной функции, в подземном комплексе есть большое количество магазинов, мечеть, отделение PTT и полицейский участок. В комплекс с поверхности ведёт 14 входов.